# Pozzoleone
Pozzoleone (Posoeon /posoe'oŋ, oppure Posołeon posole'oŋ/ in veneto) è un comune italiano di 2 754 abitanti della provincia di Vicenza in Veneto.

## Geografia fisica
Il comune originariamente si estendeva su un'area paludosa e malsana che, grazie alla paziente ma costante opera dei monaci benedettini, fu risanata e bonificata. Attualmente il terreno è particolarmente fertile e ben sfruttato in agricoltura, principalmente con prati stabili irrigui che consentono la produzione di foraggio, in funzione dell'allevamento bovino e la conseguente produzione di formaggio Grana Padano e Asiago.

### Origini del nome
Il paese, dalle sue origini fino metà dell'Ottocento, si chiamava semplicemente "Pozzo", traduzione del latino Putheum. Su richiesta del sindaco del tempo - che lo voleva distinguere da altre località con lo stesso nome - un regio decreto del 18 agosto 1867 decretò la trasformazione del nome in Pozzoleone. L'aggiunta prese spunto dal sigillo parrocchiale che, fin dal medioevo, raffigurava un leone accanto ad un pozzo.

## Storia

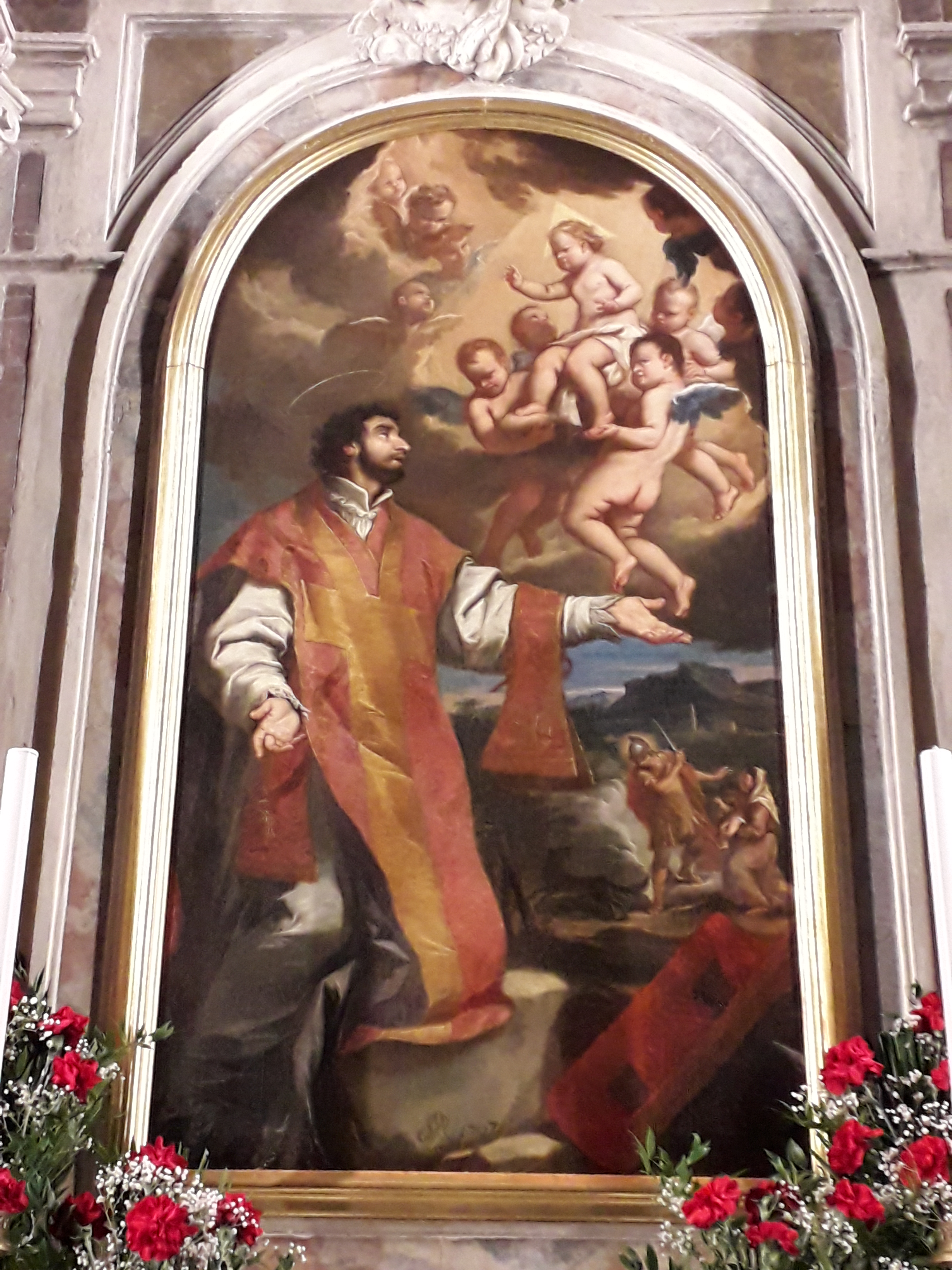
Tela del 1707 del pittore Veneziano Antonio Arrigoni conservata nella chiesa parrocchiale di Pozzoleone

L'abitato di Pozzo viene citato per la prima volta molto probabilmente nella grande donazione immobiliare del 29 aprile del 1085 effettuata dai capostipiti degli Ezzelini (da Onara e da Romano) e da Camposampiero al monastero cluniacense di S.Eufemia di Villanova, ora Abbazia Pisani (PD), dove tra i destinatari veniva citato un certo “Petrum de Pozo”. Più tardi invece, il 10 giugno 1180, figurano tra i componenti del consiglio dei 200 di Padova tali “Henricus e Petrus Bonus de Pozo”. La data più certa di tutte invece e del 1262, quando il comune di Vicenza, per recuperare i beni che erano stati incamerati da Ezzelino, fece un elenco dei villaggi nel suo distretto. Tra le 46 ville facenti parte del quartiere di Santo Stefano si trovava anche Putheum, ovvero “Pozzo”.
Verso la metà del Trecento il territorio di Pozzo fu sottoposto, sotto l'aspetto amministrativo, al Vicariato civile di Marostica e tale rimase, anche sotto la dominazione viscontea e veneziana, sino alla fine del XVIII secolo. Per la Frazione di Friola ricca di storia e legata alle vicende storiche degli Ezzelini vedi pagina apposita.

### Simboli
Lo stemma è stato riconosciuto con DCG del 23 dicembre 1929. È un'arma parlante e vi sono rappresentati un pozzo e un leone rampante.
Il gonfalone, concesso con DPR del 1º dicembre 1983, è un drappo partito di rosso e di azzurro.

## Monumenti e luoghi d'interesse

### Architetture religiose
Nel capoluogo, attualmente si trovano
- La chiesa parrocchiale dedicata a Santa Maria e San Valentino. Al suo interno si trovano il pregevole organo costruito da Giovanni Battista De Lorenzi nel 1883, il tabernacolo e il fonte battesimale, entrambi in marmo e costruiti nel seicento, e tre tele settecentesche: la tela raffigurante S. Valentino è del pittore veneziano Antonio Arrigoni; le altre due invece sono del pittore bassanese Francesco Trivellini raffiguranti la Risurrezione di Cristo e la Madonna Assunta.
- A distanza di circa un chilometro dalla parrocchiale si trova la chiesa, non più adibita al culto, dedicata a San Valentino, costruita nel XIV sec. dai monaci benedettini e ampliata nel forme attuali nel XVIII sec.

Il campanile della Parrocchiale ospita un pregevole concerto di 6 campane in Mi3 (Mi3, Fa#3, Sol#3, La3, Si3, Do#4) alla veronese con il doppio sistema elettrico e manuale (la piccola completamente manuale). Furono fuse tutte da De Poli di Vittorio Veneto (TV): 1^ e 5^ nel 1997 (con 1^ rifusa nel 2002), 2^ e 4^ nel 1995, 3^ nel 1996 e piccola nel 2008. Il campanone pesa 880 kg. È presente un richiamo in Fa4 manuale, che faceva parte del concerto precedente (costituito da 3 bronzi in Mib3).
Nella frazione Scaldaferro vi è il santuario della Madonna Salute degli Infermi (Virgo Salus Infirmorum).
La sua origine risale ad un piccolo affresco del 1665, dipinto sul muro esterno di una stalla, che raffigura la Vergine con il grembiule viola - come un'infermiera celeste - che copre il manto da regina. La devozione popolare fece sì che la nicchia con l'affresco venisse trasformata in una piccola edicola e successivamente, nel 1715, in un tempietto ottagonale edificato dalla famiglia veneziana dei nobili Venier, che avevano i loro possedimenti in queste terre.
Tra il 1910 e il 1923, in seguito all'afflusso dei pellegrini richiamati dalla fama dei miracoli, la chiesa fu ingrandita. Nel 1954 fu eretta in parrocchia autonoma e dal 1993 affidata alla congregazione dei padri marianisti. Degni di rilievo sono il noto Presepio Biblico Don Giulio dall'Olmo ed il Mosaico di Padre Rupnik.

### Architetture civili

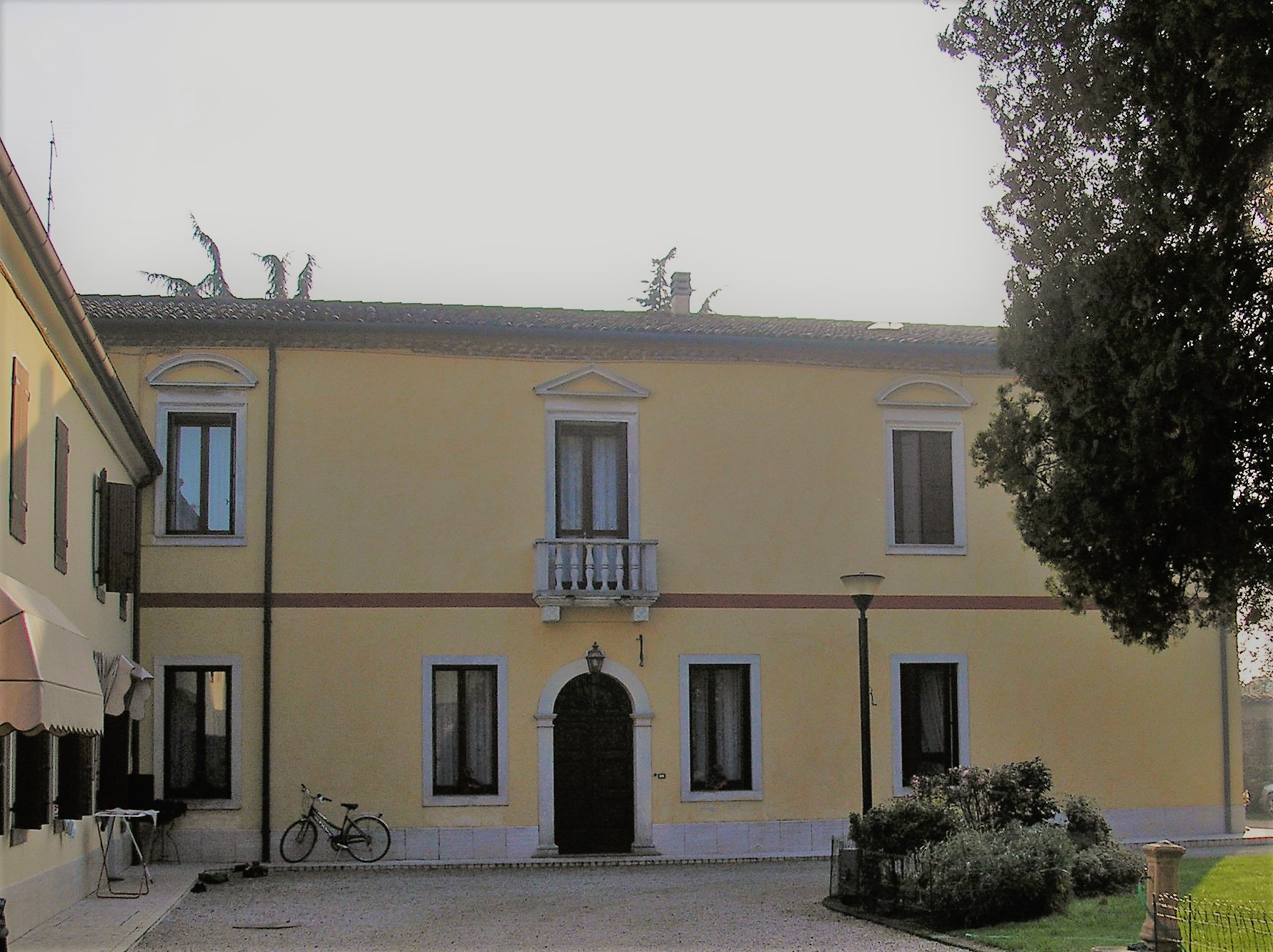
Villa Capra Carli sec XVII-XVIII sec. Pozzoleone (Vi).

Sotto il profilo artistico nel capoluogo è ancora oggi possibile vedere, in via Vittorio Emanuele, la villa seicentesca dei conti Capra, la quale per trapassi ereditari fu divisa in due blocchi già nel Settecento ed è ora di proprietà delle famiglie Carli e Seganfreddo.
In via Vegra di sopra si trova Villa Gonzato, interessante dal punto di vista storico e artistico in quanto è ancora ben visibile la ex torre ghibellina della seconda metà del '300, modificata nella seconda metà del '500 per trasformarla da uso difensivo ad uso abitativo; da notare che sono ancora ben visibili le merlature ghibelline, inglobate nella struttura attuale e coperte da un tetto; interessanti gli affreschi interni.

In Località Belvedere degna di nota è la villa Condestaule.

## Società

### Evoluzione demografica
Abitanti censiti

## Cultura

### Istruzione
Nella frazione di Friola vi è una scuola dell'infanzia (privata), nel capoluogo una primaria e una secondaria inferiore.
Nel capoluogo vi è anche la Biblioteca civica, che fa parte della rete di biblioteche vicentine (RBV)

### Eventi

#### Fiera di San Valentino
Importante per il paese di Pozzoleone è la Fiera di San Valentino, giunta alla 508°edizione, molto nota anche nella provincia.

La festa è già citata in un documento del 1517 quando l'allora parroco don Gianantonio Priante, tra le sue carte notarili lasciò anche una specie di rendiconto delle entrate e uscite di quell'anno e in una delle voci compare anche la conta dei soldi spesi per la festa, tra i quali spiccano 2 troni e 10 marchetti per il pesse per la festa de S. Valentin e 3 troni per il pan per dita festa.
La fiera fino al 1955 si svolgeva attorno all'antica chiesetta di San Valentino situata a nord del paese, mentre dal 1956 si è trasferita nel centro del paese e si svolge in febbraio nella due domeniche a cavallo del giorno di San Valentino.
Nei secoli scorsi, venditori ambulanti convenivano qui per vendere cibarie e rudimentali attrezzi agricoli ai pellegrini che qui giungevano per pregare davanti al quadro del santo. Altri vendevano oggetti di vimini e c'era perfino chi, partendo con la carriola dalla Bassa Padovana, giungeva fin qui per vendere fave cotte. Sulle bancarelle si potevano trovare anche i lacci di ramo di salice per legare le viti giacché, proprio in questi giorni iniziava la potatura.
Attualmente questa manifestazione è una grande mostra mercato di attrezzi e macchine agricole, auto, animali, attrezzature campionarie, attrezzi d'epoca e con oltre 300 bancarelle da far cornice. Non mancano inoltre gli ormai abituali spettacoli di contorno come il ballo liscio e numerosi stand gastronomici.

#### Sagre e altre manifestazioni
- Marcia "La Brentana", si svolge in aprile.
- Sagra paesana di Friola, si svolge a fine maggio.
- Festa Paesana di Pozzoleone, si svolge nella terza settimana di giugno.

## Geografia antropica

### Frazioni
- Scaldaferro è nota per il presepio che rappresenta fedelmente la scenografia della Palestina nel periodo della nascita di Gesù. Il presepio viene allestito nel locale santuario mariano dedicato a "Maria salute degli infermi".[15]

Scaldaferro è situata nella parte ovest del territorio comunale e una piccola parte del paese si trova in territorio dei comuni confinanti di Sandrigo, Bressanvido e Schiavon.
- Friola si trova nella parte settentrionale del territorio, al confine con i comuni di Nove, Tezze sul Brenta e Cartigliano. Con quest'ultimo comune non c'è un collegamento stradale diretto e il confine corre lungo il fiume Brenta.
- Belvedere è una piccola località tra Friola e Pozzoleone, nella quale si trova la Villa Condestaule, restaurata da poco, un interessante edificio appartenuto ai Benedettini e ora tornato a nuovo splendore.

## Amministrazione
| Periodo | Periodo   | Primo cittadino   | Partito | Carica  | Note |
| ------- | --------- | ----------------- | ------- | ------- | ---- |
| 2019    | in carica | Edoardo Tomasetto |         | Sindaco |      |

### Gemellaggi
- Ennistymon
- Schimatari